# Рамон де Карбоньер, Луи
Луи Рамон де Карбонньер (фр. Louis Ramond de Carbonnières или фр. Louis François Elisabeth Ramond de Carbonnière, или фр. Louis François Elisabeth Ramond, 4 января 1755 — 14 мая 1827) — французский ботаник, миколог, политик и геолог, который считается одним из первых исследователей высоких гор в Пиренеях.

## Биография
Луи Рамон де Карбонньер родился в Страсбурге 4 января 1755 года. Он изучил юриспруденцию в Университете Страсбурга в 1775 году и стал адвокатом в феврале 1777 года.
Луи Рамон де Карбонньер совершил путешествие в Швейцарию в мае 1777 года, где он встретил таких людей, как Иоганн Каспар Лафатер (1741—1801), Альбрехт фон Галлер (1708—1777) и Шарль Бонне (1720—1793).
После того как Центральная Школа Тарба (фр. Central School of Tarbes) закрылась, Луи Рамон де Карбонньер приехал в Париж в 1800 году как член Конституционного Совета.
В период с 1800 года по 1806 год Рамон де Карбонньер работал в Парламенте. В январе 1802 года он стал членом Французской Академии наук.
В 1805 году Луи Рамон де Карбонньер женился на Бонне-Олимпии (фр. Bonne-Olympe), вдове генерала Луи-Николя Шерена (фр. Louis-Nicolas Chérin).
Луи Рамон де Карбонньер умер 14 мая 1827 года.

## Научная деятельность
Луи Рамон де Карбонньер специализировался на микологии и семенных растениях. В 1815 году он опубликовал научный труд Nivellement des Monts Dorés et des Monts Dômes disposé par ordre de terrains (Stratification of the Monts Dorés and the Monts Dômes).
В 1821 году Рамон де Карбонньер провёл лето в регионе Овернь с Рене Дефонтеном и двумя молодыми натуралистами: Виктором Жакмоном (1801—1832) и графом Ипполитом Жобером (1798—1874).
В 1825 году Рамон де Карбонньер опубликовал научный труд Sur l’état de la végétation au sommet du Pic du Midi (On the Condition of the Vegetation on the Summit of the Pic du Midi).

## Научные работы
- Nivellement des Monts Dorés et des Monts Dômes disposé par ordre de terrains (Stratification of the Monts Dorés and the Monts Dômes), 1815.
- Sur l’état de la végétation au sommet du Pic du Midi (On the Condition of the Vegetation on the Summit of the Pic du Midi), 1825.

## Почести

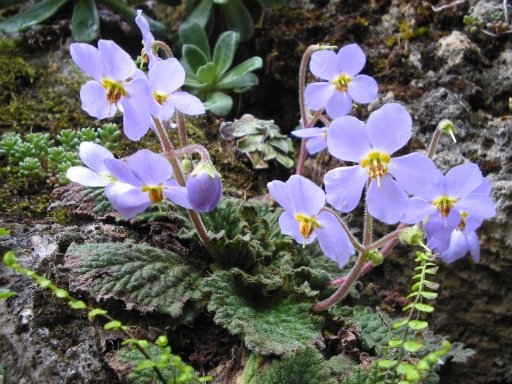
Ramonda pyrenaica

Вид растений Ramonda pyrenaica был назван в его честь.